# Stéphane Israël
Pour les articles homonymes, voir Israël.
Stéphane Israël est un dirigeant d'entreprise et un haut fonctionnaire français né le 3 janvier 1971. Il est président-directeur général d'Arianespace à partir de 2013 et président exécutif de 2017 à 2024, année où il quitte ces deux fonctions. Magistrat à la Cour des comptes à sa sortie de l'ENA, il travaille ensuite dans l'industrie aéronautique au sein d'Astrium, filiale d'EADS, avant de devenir en 2012 directeur de cabinet du ministre du Redressement productif sous la présidence de François Hollande.
Chez Arianespace, sa présidence est marquée par la signature de deux contrats historiques : en 2015 avec 21 lancements pour l’opérateur OneWeb permettant le déploiement d’environ 600 satellites de télécommunication et en 2022 avec un contrat comprenant dix-huit lancements d'Ariane 6 pour déployer le projet Kuiper d'Amazon. Stéphane Israël commercialise et met en œuvre au sein d’Arianespace les nouvelles familles de lanceurs spatiaux, Vega C et Ariane 6, dont les premiers vols sont respectivement effectués en 2022 et 2024, le second accusant quatre années de retard. C’est aussi pendant son mandat qu’est actée la séparation avec Avio, producteur des fusées Vega qui reprend leur commercialisation, assurée jusque-là par l'opérateur européen. Cette décision prise par l’Agence spatiale européenne lors de la conférence de Séville de novembre 2023 correspond à une demande de l’Italie, la France ayant obtenu pour sa part un soutien significatif à Ariane 6. Arianespace perd durant cette période le leadership mondial dans certains segments du marché des lancements commerciaux, en raison de l'émergence de l'acteur privé SpaceX, fondé par Elon Musk.
Stéphane Israël supervise plusieurs lancements importants, comme celui du télescope spatial James Webb en 2021, projet conjoint de la NASA, de l’Agence spatiale européenne et de l’Agence spatiale canadienne, lancement le plus important en valeur opéré par une fusée Ariane. En 2023, il supervise également le lancement de la sonde Jupiter Icy Moons Explorer (JUICE), dont l'objectif principal est de déterminer si des conditions propices à l'émergence de la vie sont présentes dans les océans subglaciaires qui semblent exister sur trois des quatre lunes de Jupiter. JUICE est également la première sonde européenne destinée à explorer les planètes externes du système solaire.
En janvier 2025, il quitte la direction d'Arianespace, son départ ayant été annoncé un mois plus tôt et est remplacé par David Cavaillolès,.

## Biographie

### Formation et carrière académique
Stéphane Israël est le fils d'un professeur de droit et d'une psychanalyste. Il est scolarisé au lycée Jean-Baptiste-Say et milite dans l'association SOS Racisme avant d'intégrer une classe préparatoire littéraire puis l'École normale supérieure en 1991, où il obtient l'agrégation d'histoire en 1995,. C'est aussi en 1995 qu'il devient collaborateur de Laurent Fabius puis travaille à son cabinet lorsque celui-ci retrouve le poste de président de l'Assemblée nationale. Il obtient un DEA en histoire et entre ensuite à l'École nationale d'administration, où il intègre la promotion Nelson-Mandela.
En 1994, il signe un texte sur Jérôme Carcopino dans Les Facs sous Vichy. En 2005, il tire de son mémoire de DEA un ouvrage sur les élèves de l'École normale supérieure durant la Seconde Guerre mondiale. De 2005 à 2007, il est professeur associé en finances publiques à l'École normale supérieure, où il fonde et dirige une préparation aux concours de la haute fonction publique.

### Cour des comptes et passage dans l'industrie
À partir de 2001, il est magistrat à la Cour des comptes, affecté à la 2e chambre, dédiée à la Défense nationale, à l'espace et à l'industrie. Le 19 juillet 2023, ayant atteint la limite de disponibilité dans la fonction publique après avoir passé dix années chez Arianespace, il sera, conformément à la loi, radié par décret et remboursera une partie de ses frais de scolarité à l’École nationale d'administration.
En 2007, Stéphane Israël commence son parcours dans l'industrie aéronautique et spatiale en devenant conseiller de Louis Gallois, alors dirigeant d'EADS, le futur groupe Airbus. Il passe quatre ans dans la filiale spatiale du groupe, Astrium, où il est notamment chargé du contrôle de gestion du programme du missile balistique M51. De 2010 à 2012, il dirige, au sein d'Astrium Services, les services pour le programme européen de surveillance de la Terre (Global Monitoring for Environment and Security, ou GMES), aujourd'hui appelé Copernicus. Il fait alors connaître ses idées sur la politique industrielle, à travers une note pour la fondation Terra Nova et une contribution à un ouvrage collectif dirigé par Patrick Weil : 80 propositions qui ne coûtent pas 80 milliards.
À partir de mai 2012, Stéphane Israël dirige le cabinet d'Arnaud Montebourg, ministre du Redressement productif. Un différend sur le dossier Florange les oppose durant la négociation entre le gouvernement et le groupe sidérurgique ArcelorMittal. Le ministre assure qu'il a été « réglé le jour même » et loue les « capacités exceptionnelles » de Stéphane Israël, tandis que la presse évoque une rupture entre les deux hommes et annonce le prochain départ du directeur de cabinet.

### Arianespace

#### Arrivée chez Arianespace
Jean-Yves Le Gall devant être nommé à la présidence du Centre national d'études spatiales (CNES) en avril 2013, Stéphane Israël est annoncé comme l'un des prétendants à sa succession à la tête d'Arianespace, entreprise chargée de la commercialisation de la fusée Ariane. Le 18 avril 2013, il est nommé PDG par le conseil d'administration d'Arianespace, qui regroupe le CNES et l'industrie européenne des lanceurs spatiaux. Boris Vallaud le remplace au poste de directeur de cabinet d'Arnaud Montebourg. Stéphane Israël prend ses fonctions le 22 avril. Commentant son arrivée, la presse évoque une nomination politique et un cas de pantouflage. Il est néanmoins soutenu par Louis Gallois, qui estime que « Stéphane Israël a passé cinq ans chez EADS, dont quatre à s'occuper des lanceurs et des satellites, il sait de quoi il parle ». La Commission de déontologie de la fonction publique, saisie par Stéphane Israël afin qu'elle examine un éventuel conflit d'intérêt et confirme sa nomination, rend un avis favorable sans réserves.
À la tête d’Arianespace, Stéphane Israël mène plusieurs chantiers opérationnels destinés à adapter la gamme de lanceurs et les services d’Arianespace aux nouvelles contraintes techniques induites par l'accroissement de la taille des satellites de télécommunications ou le développement des satellites à propulsion électrique. L’entreprise enregistre des carnets de commandes records en 2013 et 2014. Stéphane Israël annonce en 2014 onze nouveaux contrats signés, soit un total de 38 satellites à lancer pour 4,5 milliards d’euros. Cette même année est signé un contrat de 500 millions d’euros avec l’ESA pour le lancement par Ariane 5 de nouveaux satellites du programme Galileo, lancé pour concurrencer le Global Positioning System (GPS) américain. Pour le commissaire européen aux Industries et à l'Entrepreneuriat, Ferdinando Nelli Feroci, il s’agit d’une « étape importante vers l’indépendance du secteur spatial de l’Union européenne ». Après plusieurs déconvenues, dont un lancement partiellement raté par la fusée Soyouz, la fin de la coopération avec les Russes à la suite de l'invasion de l'Ukraine ou le retard du programme Ariane 6 qui auront forcé la Commission européenne à passer un contrat avec SpaceX, celle-ci confie de nouveau le lancement des satellites Galileo à Arianespace en 2024.

#### OneWeb et naissance d'ArianeGroup
En 2015, Stéphane Israël signe le plus gros contrat de l'histoire d'Arianespace avec 21 lancements Soyouz pour une valeur estimée supérieure à un milliard d’euros pour le déploiement d’environ 600 satellites de télécommunication de la constellation OneWeb. En mars 2020, alors que 72 satellites sont déjà en orbite, OneWeb est placée sous le chapitre 11 de la loi sur les faillites des États-Unis, ce qui entraîne la suspension de tous les contrats de la société, y compris celui sur les lancements devant être réalisés par Arianespace. Cinq mois plus tard, après une mise en compétition notamment avec SpaceX, Stéphane Israël annonce la signature d’un nouveau contrat pour seize lancements devant permettre de finir le déploiement de la constellation.
Fin 2016, le Centre national d'études spatiales (CNES) cède ses parts à Airbus Safran Launchers (ASL), co-entreprise privée d'Airbus et Safran déjà actionnaire d'Arianespace, qui monte alors à 74 % du capital. ASL, qui construit les fusées Ariane, profite de ce mouvement pour changer de nom et devenir ArianeGroup. Stéphane Israël devient président exécutif d’Arianespace SAS, directeur général d’Arianespace Participation et entre au comité exécutif d’ArianeGroup en tant que directeur des programmes civils Ariane 5 et Ariane 6, dont il gère désormais la production et la commercialisation, poste qu’il occupera jusqu’en février 2021. Ces changements s’inscrivent dans la lignée des décisions prises au niveau de l'Agence spatiale européenne (ESA) devant contribuer au développement d’une filière plus intégrée et compétitive. Cela en faisant en sorte que les programmes Ariane et Vega, dont Arianespace assure aussi la commercialisation, ne se retrouvent pas en concurrence frontale.

#### Développement des nouveaux lanceurs européens
À son arrivée, Stéphane Israël défend une stratégie de développement de lanceurs lourds, ceux-ci étant les plus adaptés au marché émergent des méga-constellations de satellites en orbite basse. Cette idée est concrétisée par une demande de nouvelle génération de lanceurs européens faite par le Conseil ministériel de l’ESA en décembre 2014, qui s’engage sur un financement de quatre milliards d’euros pour le développement d’Ariane 6 et de Vega C. Cette stratégie sera confirmée par l'annonce en 2022 d’un contrat, le plus gros de l'histoire d'Arianespace, avec Amazon,. L'entreprise achète dix-huit lanceurs Ariane 6, emportant au moins trente satellites chacun, pour le déploiement du projet Kuiper, qui vise à fournir un accès à Internet à haut débit à toute la planète d'ici 2030.
Face à la concurrence de l’américaine SpaceX, il engage une politique d’amélioration de la compétitivité d’Arianespace en réduisant le prix des lancements. Le programme Ariane 6 repose sur un principe de rationalisation industrielle et d’optimisation de la chaîne de production pour obtenir un lanceur 40 % moins cher que celui d'Ariane 5. Son but est également de gagner en flexibilité, alors qu'augmente le nombre de projets de méga-constellations comprenant des centaines de petits satellites. Deux versions sont ainsi produites : Ariane 62, équipée de deux propulseurs d'appoint et destinée à envoyer des satellites institutionnels sur des orbites basses ; Ariane 64, qui avec quatre propulseurs d'appoint peut lancer de plus gros satellites, destinés aux orbites de transfert géostationnaires.
Son premier contrat commercial, avec Eutelsat, est décroché en 2018. En 2019, les pays membres de l'ESA s'engagent sur la commande de sept lancements, permettant le démarrage de la production des premières Ariane 6 de série. Néanmoins, celle-ci prend plusieurs années de retard. Initialement prévue pour 2020, son premier vol est finalement réalisé en juillet 2024, un an après le dernier vol d'Ariane 5. Fin 2023, Stéphane Israël annonce que 28 vols Ariane 6, institutionnels et commerciaux, ont été réservés jusqu'en 2026, avec l'ambition d'attendre une cadence de douze vols par an à partir de cette date. 
Vega-C est le successeur de Vega, un lanceur léger développé par le constructeur italien Avio et dont le premier vol remonte à 2012. Le « C » de Vega-C correspond au mot « consolidation ». Ce nouveau lanceur affiche une capacité d'emport améliorée de 700 kg, une puissance et une fiabilité augmentées, alors que Vega accuse deux échecs parmi ses derniers lancements, en 2019 et 2020. Initialement prévu pour 2020, le programme engrange également du retard, en partie dû à la pandémie de Covid-19. À l’été 2021, un nouvel accord conclu par l’ESA permet de garantir à Ariane 6 un minimum de quatre lancements institutionnels par an et de financer le maintien des capacités industrielles, à condition de trouver des débouchés sur le marché commercial. Le même mécanisme est adopté pour Vega-C, avec deux tirs par an pour le compte des organismes européen et un troisième de nature commerciale. Ces programmes de soutien à Ariane 6 et à Vega C sont confirmés et amplifiés lors de la conférence de Séville de l’ESA en novembre 2023.
Vega-C effectue son vol inaugural le 13 juillet 2022 depuis la base spatiale de Kourou. Son premier vol commercial, le 20 décembre 2022, se solde néanmoins par un échec, ce qui entraîne la suspension des lancements suivants, alors que le vol inaugural d'Ariane 6 n'est prévu que pour fin 2023, privant l'Europe d'un accès indépendant à l'espace. Malgré cela, Arianespace signe avec l'ESA un contrat en mars 2023 pour le lancement de trois fusées Vega-C. En novembre, le producteur des fusées Vega Avio annonce reprendre leur commercialisation, jusque-là assurée par Arianespace. Cette décision est le résultat de différends stratégiques entre membres de l'ESA, en particulier la France et l'Italie, et d'une concurrence entre lanceurs européens ayant mis à mal l'efficacité de l'agence. En décembre 2024, le second lancement de la fusée Vega-C, depuis Kourou et dans le cadre du programme Copernicus, est un succès. Cette réussite, couplée à celle d'Ariane 6 un peu plus tôt dans l'année, conforte l'Europe dans son accès à l’espace.

#### Missions d'exploration spatiale
Stéphane Israël positionne en 2020 le lanceur Ariane 6 pour le lancement de l’engin Earth Return Orbiter dans le cadre de la mission Mars Sample Return. Celle-ci a pour but de ramener sur Terre des échantillons de la planète Mars. Le 25 décembre 2021, il supervise le lancement par Ariane 5 de James Webb, projet conjoint de la NASA, de l’ESA et de l’Agence spatiale canadienne destiné à prendre la suite du télescope spatial Hubble. Son objectif est d'atteindre le point de Lagrange pour pouvoir collecter des données sur l'aube cosmique, époque de la naissance des premières galaxies. James Webb, dont la valeur est estimée à dix milliards de dollars, est l’objet scientifique le plus cher jamais envoyé dans l’espace. La réussite du lancement et la précision de l’injection réalisée par le lanceur Ariane 5 auront permis, selon la NASA, de doubler l’espérance de vie du télescope,.
Stéphane Israël contractualise le lancement de la mission Jupiter Icy Moons Explorer (JUICE), une sonde spatiale devant permettre l’observation des trois lunes glacées de Jupiter, Europe, Ganymède et Callisto, dans le but de rechercher des traces de vie extraterrestre. L'objectif est en particulier de déterminer si des conditions propices à l'émergence de la vie sont présentes dans leurs océans subglaciaires. Le 14 avril 2023, JUICE est lancée avec succès à bord d'une fusée Ariane 5 pour un voyage devant durer huit ans,. JUICE est la première sonde européenne destinée à explorer les planètes externes du système solaire. Dans ce second cas, la précision du lanceur permet également d’augmenter la durée la vie des charges utiles.

#### Suspension de Soyouz et nouveaux débouchés
À la suite de l'invasion de l'Ukraine par la Russie, tous les vols Soyouz opérés par Arianespace à Kourou et à Baïkonour sont annulés, ce qui entraîne notamment l’arrêt du déploiement de la constellation OneWeb. Soyouz étant le seul lanceur capable de déployer des constellations de satellites avant l'arrivée d'Ariane 6, le développement de cette dernière s'avère a posteriori avoir été un choix judicieux de souveraineté. Les satellites restants de OneWeb sont finalement transférés vers les lanceurs indien GSLV-III et Falcon 9 de SpaceX. Dans ce contexte de guerre en Ukraine, couplée au report d'Ariane 6 à 2024 et aux travaux nécessaires pour la requalification du lanceur Vega C, Arianespace opère avec succès trois lancements en 2023,,,.
Les futures missions lunaires et les projets d'exploration martienne de l'ESA, en coopération avec la NASA, représentent aussi un débouché pour Ariane 6. La fusée aura notamment pour mission de déployer la sonde ERO chargée de ramener sur Terre les premiers échantillons martiens et pourrait assurer le lancement de l'atterrisseur lunaire EL3. En 2021, Arianespace annonce un chiffre d’affaires dépassant le milliard d’euros, pour une cadence s'établissant à quinze lancements cette année-là.
ArianeGroup annonce que Stéphane Israël quitte son comité exécutif et son poste de PDG d'Arianespace en décembre 2024, effectif à la fin du mois. Il est remplacé à ces deux fonctions par David Cavaillolès.

#### Défenseur d'un espace durable
Stéphane Israël se positionne en défenseur d’un espace responsable, alertant notamment sur les dangers d’un espace Far West devenant le théâtre de confrontations entre États plutôt qu'au service de la vie sur Terre. En mai 2021, il réaffirme cette position lors d’une conférence organisée à Genève portant sur la place de l'espace dans les objectifs de développement durable fixés par l'ONU et appelle à mettre en place une régulation internationale de l’usage l’orbite terrestre basse. Il dénonce également un risque de monopolisation de l'espace, de plus en plus de satellites appartenant à un nombre restreint d'entreprises, comme SpaceX qui possède alors 35 % des satellites placés en orbite.
En novembre de la même année, lors de la quatrième édition du Forum de Paris sur la paix, il signe la charte Net Zero Space visant à réduire le nombre de débris spatiaux en orbite et encourageant le développement d’une utilisation durable de l'espace extra-atmosphérique d'ici 2030. En mai 2023, Arianespace signe également la déclaration de l'ESA en faveur d'un secteur spatial responsable à l’occasion de la Global Space Conference on Climate Change organisée par la Fédération internationale d'astronautique. Selon les termes de cette déclaration, les signataires s’engagent à poursuivre et renforcer leurs efforts pour un usage du secteur spatial visant à préserver la vie, les ressources, l'humanité et la société[réf. nécessaire].

### Autres fonctions
Stéphane Israël est président du Conservatoire national des arts et métiers, établissement d’enseignement supérieur et de recherche français, de mars 2019 à décembre 2022.
- Président du conseil d'administration de la fondation de l’École normale supérieure depuis avril 2023.
- Administrateur référent du conseil d'administration de Carrefour depuis juin 2020.
- Président du comité d'audit de Carrefour depuis juin 2018.
- Membre du conseil d'administration HAVAS de 2014 à 2018.
- Membre du conseil d'administration de CDC International capital de 2014 à 2018.
- Membre du conseil d’administration de l’École normale supérieure depuis 2014.

## Décorations
- Médaille du service diplomatique coréen (en)[75] (2017)
- Chevalier dans l’ordre national du mérite (2017)
- Chevalier de la Légion d'honneur[76] (2019)

## Publications
- Stéphane Israël, Les études et la guerre : Les normaliens dans la tourmente (1939-1945), Éditions rue d'Ulm, 2005, 336 p. (ISBN 2-7288-0337-4, lire en ligne)
- Patrick Weil, 80 propositions qui ne coûtent pas 80 milliards, Éditions Grasset, 18 janvier 2012, 336 p. (ISBN 978-2246790914) (chapitre Vive l'industrie !)